# Mount Findlay
Mount Findlay är ett berg i Kanada.   Det ligger i provinsen British Columbia, i den södra delen av landet, 3 100 km väster om huvudstaden Ottawa. Toppen på Mount Findlay är 3 139 meter över havet.
Terrängen runt Mount Findlay är huvudsakligen bergig, men åt nordost är den kuperad. Trakten runt Mount Findlay är nära nog obefolkad, med mindre än två invånare per kvadratkilometer.. Det finns inga samhällen i närheten. 
Trakten runt Mount Findlay består i huvudsak av gräsmarker.